# Slovenský národní tým ledního hokeje do 20 let
HK Orange 20 (dříve HK VSR SR 20 - Hokejový klub výcvikového strediska reprezentácie slovenskej republiky 20) byl slovenský hokejový klub, hrající ve slovenské hokejové extralize. Klub byl založen v roce 2007 z iniciativy Slovenského svazu ledního hokeje, který tím reagoval na neúspěšné mistrovství světa juniorů. Zrušen byl v roce 2019, kdy generální manažer slovenských hokejových reprezentací Miroslav Šatan ohlásil zrušení klubu a jeho nahrazení projektem centralizované přípravy hráčů do 18 let.
Tým se neúčastnil všech zápasů jako ostatní kluby. Odehrával pouze zápasy, které byly naplánovány na pátek a neděli. Také vynechával poslední kola před zimní přestávkou, kdy se organizuje mistrovství juniorů.